# Maconcourt
Maconcourt é uma comuna francesa na região administrativa de Grande Leste, no departamento de Vosges. Estende-se por uma área de 4,9 km². Em 2010 a comuna tinha 74 habitantes (densidade: 15,1 hab./km²).